# Echoshift
echoshift, pubblicato originariamente in Giappone come Jigen kairō (時限回廊?), è un videogioco rompicapo sviluppato da Artoon e pubblicato da SCE per la console portatile PlayStation Portable nel 2009. Il gioco utilizza eventi noti come "rimbalzi temporali" in cui una piccola parte del tempo si ripete più e più volte. Sfruttando quest'ultimi, il giocatore può superare vari ostacoli che altrimenti sarebbero stati impossibili da superare. Il gioco è uno spin-off della serie echochrome.

## Modalità di gioco
Il giocatore controlla una piccola figura simile a un omino stilizzato che può camminare, salire e scendere le scale e premere gli interruttori. Lo scopo di ogni livello del gioco è spostare questa figura stilizzata dalla porta d'ingresso a quella d'uscita. Sono presenti molti ostacoli che il giocatore deve superare per raggiungere il suo obiettivo, tra cui piattaforme mobili, blocchi chiodati e ponti sensibili alla pressione. Al giocatore viene dato un determinato periodo di tempo per attraversare il livello, ma ognuno di questi è impostato per essere impossibile da completare in una sola partita perciò entrano in gioco i rimbalzi temporali. Ogni volta che il giocatore si muove attraverso il livello viene creata una registrazione delle sue azioni. Quando il tempo rimbalza, il giocatore passa di nuovo attraverso lo stesso livello, ma insieme alla registrazione di ciò che ha fatto nella partita precedente. Questa registrazione è nota come "eco" e appare come un'ombra. Cooperando con questi echi delle azioni passate del giocatore, il giocatore può arrivare con successo alla fine del livello. 

## Accoglienza
Sull'aggregatore di recensioni Metacritic, il gioco ha un punteggio di 75/100, indicando "recensioni generalmente favorevoli". La rivista Play Generation lo classificò come uno dei quattro migliori giochi basati sugli enigmi. IGN gli ha assegnato un 8,5 su 10 affermando che "è migliorato sotto quasi tutti i punti di vista rispetto al suo predecessore".